# Чемпионат Латвии по волейболу среди женщин
Чемпионат Латвии по волейболу среди женщин — ежегодное соревнование женских волейбольных команд Латвии. Проводился в 1930—1943 годах. С 1992 года возобновлён в качестве чемпионата независимой Латвии.  

## Формула соревнований
Чемпионат в национальной лиге 2024/2025 проходил в два этапа — предварительный и плей-офф. На предварительной стадии 8 команд играли в один круг. Все вышли в плей-офф (1-я и 2-я команды — непосредственно в полуфинал, 3-я и 4-я — в четвертьфинал, 5—8-е — в 1/8 финала) и по системе с выбыванием определили финалистов, которые разыграли первенство. Серии плей-офф проводились до двух (в 1/8 финала, четвертьфинале и полуфинале) и до трёх (в финале) побед одного из соперников.
В чемпионате приняли участие 8 команд: РСУ-МСГ (Рига), «Ригас ВС/ЛУ» (Рига), «Марупес» (Марупе), «Елгава», «Даугавпилс», РСУ (Рига), «ЛУ-РВС» (Рига), «Юрмала». Чемпионский титул выиграла команда РСУ-МСГ, победившая в финальной серии «Марупес» 3-0 (3:1, 3:2, 3:0). 3-е место заняла «Ригас ВС/ЛУ».

## Чемпионы
| - 1930 ЛСБ Рига - 1931 ЛСБ Рига - 1932 «Унион» Рига - 1933 «Унион» Рига - 1934 «Унион» Рига - 1935 «Унион» Рига - 1936 «Латвью яунатне» Рига - 1937 «Унион» Рига - 1938 ЛДВ Рига - 1939 РАП Рига - 1941 ЛУ Рига - 1942 «Унион» Рига - 1943 «Унион» Рига - 1992 «Аврора» Рига - 1993 «Аврора» Рига - 1994 «Кимикис» Даугавпилс - 1995 «Кимикис» Даугавпилс - 1996 «Кимикис» Даугавпилс - 1997 «Кимикис» Даугавпилс - 1998 «Яуниба» Даугавпилс - 1999 «Кимикис» Даугавпилс - 2000 «Кимикис» Даугавпилс - 2001 «Магистр» Даугавпилс - 2002 «Спекс-Р» Рига | - 2003 «Спекс-Р» Рига - 2004 «Эзерземе» Даугавпилс - 2005 «Спекс-Р» Рига - 2006 «Рига» - 2007 «Рига» - 2008 «Рига» - 2009 «ЛУ Елгава» - 2010 «ЛУ Елгава» - 2011 «ЛУ Елгава» - 2012 «ЛУ Елгава» - 2013 «ЛУ Елгава» - 2014 «ЛУ Елгава» - 2015 «ЛУ Елгава» - 2016 «ЛУ Елгава» - 2017 РСУ-МСГ Рига - 2018 «Бабите» - 2019 «Ригас ВС» Рига - 2020 «ЛЛУ Елгава» - 2021 «Елгава» - 2022 «Ригас ВС/ЛУ» Рига - 2023 «Ригас ВС/ЛУ» Рига - 2024 РСУ-МСГ Рига - 2025 РСУ-МСГ Рига |